# Dichaetomyia longiseta
Dichaetomyia longiseta är en tvåvingeart som beskrevs av Adrian C. Pont 1967. Dichaetomyia longiseta ingår i släktet Dichaetomyia och familjen husflugor. Inga underarter finns listade i Catalogue of Life.